# 文山车辆基地
文山车辆基地（：／ Musan Charyang Saeopso */?）是韩国铁道公社位于京畿道坡州市的一个车辆段，在京义线附近，北接文山站。这个车辆段主要用于首都圈电铁京义线的331000系列车的修理维护和停放，另外也承担对首都圈电铁1号线的319000系列车的综合大修工作。